# Gastrodia urceolata
Gastrodia urceolata är en orkidéart som beskrevs av David Lloyd Jones. Gastrodia urceolata ingår i släktet Gastrodia och familjen orkidéer.
Artens utbredningsområde är Queensland. Inga underarter finns listade i Catalogue of Life.